# Herramélluri
Herramélluri és un municipi de la Rioja, a la regió de la Rioja Alta. Limita al nord amb Ochánduri, a l'est amb Villalobar de Rioja, al sud amb Grañón i a l'oest amb Leiva. La localitat es troba en una vega al marge dret del riu Tirón. En aquest i dintre del municipi desemboca el riu Lachigo, les aigües del qual s'aprofiten mitjançant una llera per a regar les hortes.

## Etimologia
Segons algunes teories, el topònim basc "Herramélluri" significa "Poble Cremat", i podria fer referència a l'antiga ciutat romana de Líbia, destruïda en les invasions franca i germana, creant-se les poblacions d'Herramélluri i Leiva. No obstant això, la teoria lingüísticament més plausible és la que associa aquest nom a "vila de don Ferramel" ("Ferramell", nom medieval de baró + "uri", vila), en possible relació amb un comte alabès. Fins al segle xviii també era coneguda com a Villa de Vega de Riu Tirón.

## Història
En Herramélluri han existit assentaments ibers, berons, romans i bascos. Els romans van conquistar l'assentament primitiu, anomenat Oliva, entorn de l'any 178 aC i li van donar el nom de Líbia. Està situat en el terme de Las Sernas, lloc de fàcil defensa, ja que estava a la part alta del turó del Piquillo i en la confluència dels rius Tirón i Reláchigo. El pretor romà Semproni Tiberi Grac va ser l'encarregat de reduir les ciutats conjurades contra el poder de Roma, una de les quals sembla que va ser Oliva. Una vegada conquistada, es va encunyar la moneda romana per a pagar tributs a Roma.
Durant les Guerres Civils, Líbia va ser fidel a Pompeu. Herramélluri està situat prop del jaciment arqueològic de l'antiga ciutat de Líbia. S'han trobat restes d'època anterior a Crist. La troballa més important es va produir en 1905, quan es va trobar la Venus d'Herramélluri, actualment en el Palau Provincial.